# Filippo Camassei
Filippo Camassei (ur. 14 września 1848, Rzym, zm. 18 stycznia 1921, tamże) – prezbiter, biskup katolicki, łaciński patriarcha Jerozolimy, kardynał.
Urodził się w Rzymie. Święcenia kapłańskie przyjął 12 kwietnia 1872 roku. Papież Leon XIII ustanowił go rektorem Kolegium Propagandy Wiary. Sakrę biskupią przyjął 10 kwietnia 1904 (arcybiskupstwo tytularne Naxos w Grecji). Po śmierci Lodovico Piaviego, Camassei zostaje wybrany łacińskim patriarchą jerozolimskim na jego miejsce. W latach 1906–1907 pełnił funkcję Wielkiego Mistrza Zakonu Rycerskiego Grobu Bożego w Jerozolimie. Uroczysty ingres do Świętego Miasta miał miejsce 19 marca 1907 roku. W listopadzie 1917, decyzją władz tureckich, musiał opuścić Jerozolimę i udać się do klasztoru franciszkańskiego Kustodii Ziemi Świętej w Nazarecie. W 1918 pozwolono mu na powrót do Jerozolimy, skąd udał się do Rzymu. Benedykt XV dnia 15 grudnia 1919 ustanowił Filipo Camassei kardynałem, wyznaczając mu jako kościół tytularny bazylikę Santa Maria di Ara Coeli.